# Wolfhard
Wolfhard ist ein männlicher Vorname.

## Herkunft und Bedeutung des Namens
Der Name ist eine Zusammensetzung im Althochdeutschen aus wolf (Wolf) und harti, herti (hart, kühn).

## Varianten
- Wolfhart, Wolfhardt, Wulfhard, Wulfhart, Wulfhardt
- Wolfart, Wolfard, Wolfarth, Wulfar

## Namenstag
- 30. April
- 27. Oktober – Hl. Wolfhard

## Namensträger

### Natürliche Personen

#### Wolfhard
Mittelalter
- Wolfhard von Augsburg (* um 1070; † 1127), deutscher Eremit und Heiliger
- Wolfhard von Ehrenfels († nach dem 5. Mai 1421), Bischof von Lavant
- Wolfhard von Roth († 1302), Bischof von Augsburg

Neuzeit
- Wolfhard Bickel (* 1950), deutscher Musikpädagoge, Autor und Dirigent
- Wolfhard Freiherr von Boeselager (* 1936), deutscher Unternehmer und Naturschützer
- Wolfhard Frost (1931–2018), deutscher Sporthistoriker
- Wolfhard Galinsky (1924–2006), deutscher Generalmajor der Luftwaffe der Bundeswehr
- Wolfhard Klein (* 1949), deutscher Journalist und Autor
- Wolfhard Liegmann (1939–2008), deutscher Journalist
- Wolfhard Möller (* 1944), deutscher Physiker
- Wolfhard Pencz (* 1957), deutscher Klarinettist und Hochschullehrer
- Wolfhard Ploog (* 1942), deutscher Politiker (CDU)
- Wolfhard Schlosser (1940–2022), deutscher Astronom und Autor
- Wolfhard Weber (* 1940), deutscher Technikhistoriker
- Wolfhard Wegscheider (1950–2025), österreichischer Chemiker und Hochschullehrer
- Wolfhard Wimmenauer (1922–2023), deutscher Petrograph
- Wolfhard Winkelmüller (* 1938), deutscher Neurochirurg

Nachnamen
- Gottfried Gerner-Wolfhard (* 1940), deutscher Theologe, Kirchenrat und Hochschullehrer

#### Wolfhart
Mittelalter
- Wolfhart I. von Brandis († 1371), Mitglied eines alten Berner Adelsgeschlechts
- Wolfhart I. Zenger (fl. 1282), Pfleger zu Sternstein
- Wolfhart VI. von Borsselen († 1487), Marschall von Frankreich
- Wolfhart IV. von Brandis († 1418), Herrscher über das Gebiet des heutigen Fürstentum Liechtensteins

Neuzeit
- Wolfhart Burdenski (1915–2010), Richter am deutschen Bundessozialgericht
- Wolfhart Friedrich Bürgi (1901–1989), Schweizer Rechtswissenschaftler und Hochschulrektor
- Wolfhart Heinrichs (1941–2014), deutscher Islamwissenschaftler, Arabist und Graeco-Arabist
- Wolfhart Henckmann (* 1937), deutscher Philosoph und Hochschullehrer
- Wolfhart Pannenberg (1928–2014), deutscher evangelischer Theologe
- Wolfhart Schultz (1937–1992), deutscher Biologe
- Wolfhart Spangenberg (1567–nach 1636), deutscher Pfarrer und Dichter
- Wolfhart Unte (1938–2014), deutscher Klassischer Philologe und Bibliothekar
- Wolfhart Westendorf (1924–2018), deutscher Ägyptologe
- Wolfhart Zimmermann (1928–2016), deutscher theoretischer Physiker

#### Wolfhardt
- Wolfhardt Andrä (1914–1996), deutscher Bauingenieur
- Wolfhardt Schroedter (* 1940), Fluchthelfer an der ehemaligen innerdeutschen Grenze

#### Wulfhard
→ siehe Wulfhard

### Andere
- Wolfhart, Meister Hildebrands Neffe im Nibelungenlied
- Bonifacius Wolfhart († 1543), deutscher Reformator
- Finn Wolfhard (* 2002), kanadischer Schauspieler